# Koi Boi
Koi Boi es un superhéroe ficticio que aparece en los cómics estadounidenses publicados por la editorial Marvel Comics, normalmente como aliado de la Chica Ardilla.

## Historia de publicación
Koi Boi, de nombre real Ken Shiga, apareció por primera vez en el cómic de marzo de 2015 The Unbeatable Squirrel Girl #1, siendo creado por Ryan North y Erica Henderson.

## Biografía ficticia
Ken Shiga es un joven hombre trans que de alguna manera tiene las habilidades de un ser acuático. Tras comenzar a estudiar en la Empire State University, se hizo amigo cercano de Tomas Lara-Perez, quien también tiene superpoderes y lucha contra el crimen bajo la identidad de Chipmunk Hunk. Juntos lucharon contra el crimen antes de conocer a Doreen Green y enterarse de que ella era la Chica Ardilla. Juntos se enfrentaron a diversos villanos como Hippo y Ratatoskr. Desde entonces, Ken, junto con Tomas, se convirtió en parte del creciente elenco de personajes secundarios de Doreen con Nancy Whitehead, la mejor amiga de Doreen, Mary Mahajan, la novia de Tomas, y Werner Schmidt/Brain Drain, un villano reformado. Ken ayudó a sus amigos a enfrentarse a Mojo II, Kraven el Cazador, Ratatoskr nuevamente y Melissa Morbeck, quien reunió a varios supervillanos de alto rango para luchar contra los héroes.

## Poderes y habilidades
Koi Boi tiene el poder de hablar con los peces, así como de respirar bajo el agua y moverse a velocidades sobrehumanas.

## Identidad de género
La identidad de género del superhéroe Koi Boi fue cuestionada por primera vez tras la publicación del número 19 de Unbeatable Squirrel Girl, donde se puede ver en una viñeta a Ken Shiga usando un binder mientras se cambia para ponerse su traje de superhéroe. La columnista Elle Collins fue la primera persona en hablar públicamente de este detalle, lo que la llevó a pensar que Shiga era un hombre trans. Tras esto, la escritora de cómics transgénero Magdalene Visaggio preguntó al respecto a través de Twitter a la ilustradora Erica Henderson, quien confirmó que, efectivamente, Koi Boi era un hombre trans.

## En otros medios
- Koi Boi apareció como un personaje jugable en el videojuego multiplataforma de 2017 LEGO Marvel Super Heroes 2.[12]

## Recepción
Tras la confirmación oficial por parte de Erica Henderson, Elle Collins escribió una columna para el medio digital Comics Alliance acerca del personaje. Collins defendió su deseo de ver a más superhéroes trans en los cómics, y alabó el hecho de que Koi Boi fuese un simple ser humano en lugar de ser un alienígena o una deidad, tropos comunes para representar a personajes trans en la industria del cómic estadounidense. Sin embargo, se mostró decepcionada porque la revelación llegase a través de redes sociales en lugar de formar parte del papel, ocultando la realidad de su identidad a un fandom de lectores mayoritariamente queer. Pese a esto, Collins no culpó a Ryan North ni a Erica Henderson por la invisibilidad de la identidad trans del personaje, sino a la censura velada de la propia Marvel Comics respecto a las historias trans y LGBT.